# خوروپنگک
خوروپنگک (به لهستانی:  Chorupnik) یک روستا در لهستان است که در گمینا گوژکوو واقع شده‌است. خوروپنگک ۴۷۰ نفر جمعیت دارد.